# Fred Sengers
Fred Sengers (Haarlem, 1968) is een Nederlandse journalist en Chinadeskundige.
Sengers werkte als freelancer onder meer voor Radio Rijnmond, Mare, Leidsch Dagblad, NRC Handelsblad, Adformatie en Management Team. Vanaf 1996 was hij mediaredacteur (onderwerpgebied radio en tv) bij Adformatie (het vakblad over reclame, media en marketing). In 1999 werd hij benoemd als hoofdredacteur van het vakblad Incentive. Vervolgens bekleedde hij bij het uitgeefconcern Reed Elsevier drie jaar de functie van hoofdredacteur van MarketingTribune. Daar schreef hij ook voor het marketingweblog MarketingPulse. Begin 2007 werd hij benoemd als adjunct-hoofdredacteur van Nieuwe Revu. Daar was hij ook acht maanden hoofdredacteur ad interim, na het vertrek van toenmalig hoofdredacteur Jan Paul de Wildt. Vanaf juni 2008 was hij eindredacteur van DingenDieGebeuren, het dagelijkse actualiteitenprogramma van de KRO op Radio 1, dat sinds de nieuwe programmering op deze zender in augustus 2008 verder is gegaan onder de naam Goedemorgen Nederland. Daarnaast was hij twee jaar lang eindredacteur van KRO Reporter (onderzoeksjournalistiek). Sinds april 2013 heeft hij zich onder de naam Blogaap als zelfstandige publicist gevestigd met als specialisatie nieuws en informatie over China. Hij geeft gastcolleges, spreekt op congressen en is regelmatig te gast in radio- en tv-programma's. In december 2014 verscheen zijn boek Reis door China in 48 Dagen.